# Последний из племени людей-псов

Кадр из фильма

«Последний из племени людей-псов» (англ. Last Of The Dogmen) — американский приключенческий художественный фильм в жанре вестерна, поставленный режиссёром Тэбом Мёрфи по собственному сценарию. Премьера фильма состоялась в Лос-Анджелесе и Нью-Йорке 8 сентября 1995 года.

## Сюжет
Льюис Гейтс, потихоньку спивающийся охотник за головами, направлен шерифом на поиски троих преступников. Однако преступники обнаружены убитыми. Пытаясь выяснить, кто убил этих людей, Гейтс проводит расследование и выясняет ряд интересных событий, связанных с исчезнувшим когда-то в этой местности племенем индейцев шайеннов. Он заражает идеей Лилиан Слоун — археолога, раскапывающего индейское прошлое, и парочка отправляется в заданный квадрат. Встретив искомых шайеннов и попав к ним в плен, археолог наводит мосты и собирает этнографический материал, следопыт просто выживает.

## В ролях
| Актёр                 | Роль                    |
| --------------------- | ----------------------- |
| Том Беренджер         | Льюис Гейтс             |
| Барбара Херши         | профессор Лиллиан Слоун |
| Кертвуд Смит          | шериф Диган             |
| Стив Ривис            | Жёлтый Волк             |
| Эндрю Миллер          | Бриггс                  |
| Грегори Скотт Камминс | Сирс                    |
| Молли Паркер          | няня                    |
| Уилфорд Бримли        | рассказчик              |

## Производство
Фильм стал режиссёрским дебютом сценариста Тэба Мёрфи.
Съёмки проходили в горах Мексики и Канады.

## Восприятие
Кинокритик Роджер Эберт положительно отозвался о фильме, присудив ему 3 звезды из четырёх, отметив в нём «захватывающую историю, притом хорошо рассказанную». «Даже если фильм и мог быть лучше — глубже и более выразительным, он весьма хорош и такой, как есть», — заключает критик.